# Hymne de la république socialiste soviétique d'Ukraine
L’hymne national de la république socialiste soviétique d'Ukraine (Державний гімн Української Радянської Соціалістичної Республіки en ukrainien) était l'hymne national de la RSS d'Ukraine qui faisait partie de l'URSS.

## Historique
Cet hymne a été utilisé de 1949 à 1991. Sa musique fut composée par Anton Dmytrovych Lebedynets, et les paroles ont été écrites par Pavlo Tytchyna. Une modification des paroles fut apportée par Mykola Bazhan pour supprimer les passages dédiés à Staline. C'est cette version modifiée qui est présente dans cet article.
Depuis 2015, l'exécution de cet hymne est contraire à la loi ukrainienne et les contrevenants peuvent être passibles de cinq ans de prison.

## Paroles

### Version post-stalinienne (1978–91)
| Paroles officielles (uk) | Ukrainien (Écriture latine) | Traduction |
| Живи, Україно, прекрасна і сильна, В Радянськім Союзі ти щастя знайшла. Між рівними рівна, між вільними вільна, Під сонцем свободи, як цвіт розцвіла. Prispiw: Слава Союзу Радянському, слава! Слава Вітчизні на віки-віків! Живи Україно, радянська державо, В єдиній родині народів-братів! Нам завжди у битвах за долю народу Був другом і братом російський народ, Нас Ленін повів переможним походом Під прапором Жовтня до світлих висот. Prispiw Ми славим трудом Батьківщину могутню, Утверджуєм правду безсмертних ідей. У світ комунізму – величне майбутнє Нас Ленінська партія мудро веде. Prispiw, | Żywy, Ukrajino, prekrasna i sylna, W Radiańśkim Sojuzi ty szczastia znajszła. Miż riwnymy riwna, miż wilnymy wilna, Pid soncem swobody, jak cwit rozcwiła. Prispiw: Sława Sojuzu Radiańśkomu, sława! Sława Witczyzni na wiky-wikiw! Żywy, Ukrajino, radiańśka derżawo, W jedynij rodyni narodiw-bratiw! Nam zawżdy u bytwach za dolu narodu Buw druhom i bratom rosijśkyj narod. Nas Łenin powiw peremożnym pochodom Pid praporom Żowťnia do switłych wysot. Prispiw My sławym trudom baťkiwszczynu mohuťniu, Utwerdżujem prawdu bezsmertnych idej. U swit komunizmu – wełyczne majbuťnie Nas Łenińska partija mudro wede. Prispiw | Vis, Ukraine, belle et forte, En Union soviétique tu as trouvé le bonheur. Égale entre les égales, libre parmi les plus libres, Sous le soleil de la liberté tu as grandi comme une fleur. Refrain : Gloire à l'Union soviétique, Gloire! Gloire à la patrie dans l'éternité! Vis, Ukraine, État soviétique, Dans la patrie unie des nations fraternelles. Dans les batailles pour le sort du peuple, Le peuple russe a toujours été notre ami et frère. Lénine nous a conduit dans une campagne victorieuse Sous la bannière d'Octobre vers les brillantes hauteurs. Refrain Nous avons glorifié notre puissante patrie avec le travail, Affirmé la vérité des idées immortelles. Vers le brillant communisme – grand avenir – Le Parti de Lénine nous conduit avec sagesse. Refrain |

### Version originale (1949–78)
| Paroles officielles (uk) | Ukrainien (Écriture latine) | Adaptation en anglais |
| Живи, Україно, прекрасна і сильна, В Радянськім Союзі ти щастя знайшла. Між рівними рівна, між вільними вільна, Під сонцем свободи, як цвіт, розцвіла. Приспів: Слава Союзу Радянському, слава! Слава Вітчизні народів-братів! Живи, Україно, радянська державо, Возз’єднаний краю на віки-віків! Нам завжди у битвах за долю народу Був другом і братом російський народ, І Ленін осяяв нам путь на свободу, І Сталін веде нас до світлих висот. Приспів Розіб’ємо всі ми ворожі навали Народного гнiву священним мечем! Пiд стягом радянським ми дужими стали I в світ Комунізму велично ідем! Приспів, | Żywy, Ukrajino, prekrasna i sylna, W Radiańśkim Sojuzi ti szczastia znajszła. Miż riwnymy riwna, miż wilnymy wilna, Pid soncem swobody, jak cwit, rozcwiła. Prispiw: Sława Sojuzu Radiańśkomu, sława! Sława Witczyzni narodiw-bratiw! Żywy, Ukrajino, radiańśka derżawo, Wozzjednanyj kraju na wiky-wikiw! Nam zawżdy u bytwach za dolu narodu Buw druhom i bratom rosijśkyj narod, I Łenin osiajaw nam puť na swobodu, I Stalin wede nas do switłych wysot. Prispiw Rozibjemo wsi my worożi nawały Narodnoho hniwu swiaszczennym meczem! Pid stiahom radiańśkym my dużymy stały I w swit Komunizmu wełyczno idem! Prispiw | Live on, Ukraine! Thou fine and mighty, In the Union thou foundest joy! Equal among equals, free among frees, Thou art bloom’d under freedom’s rays. Refrain: Glory to the Soviet Union, Motherland of our brothers! Live on, Ukraine! O Soviet state, Forever a united nation! Always arm’d for our destiny, The Russian nation – our brothers and friends. Lenin shineth to freedom our pathway, Stalin leadeth to bright heights our souls. Refrain Our foes’ forays we shall expunge With the sacred sword of our rage! ’Neath the Soviet flag potent we’ve become, Loyally we go towards communism! Refrain |